# Pouillé (Loir-et-Cher)
Pouillé – miejscowość i gmina we Francji, w Regionie Centralnym, w departamencie Loir-et-Cher.
Według danych na rok 2008 gminę zamieszkiwały 802 osoby, a gęstość zaludnienia wynosiła 44 osób/km².